# Engelbert Klingholz
Engelbert Klingholz (* um 1805 in Arnsberg) war ein preußischer Verwaltungsbeamter und kommissarischer Landrat des Landkreises Bitburg.

## Leben
Nachdem er seine juristische Ausbildung beendet hatte, war er ab 1829 Auskultator in Berlin sowie ab 1831 Regierungsreferent in Merseburg. Im Jahr 1836 wurde er Regierungsassessor in Trier, bevor er vom Januar 1837 bis Januar 1838 als kommissarischer Landrat im Landkreis Bitburg eingesetzt wurde.